# 磨憨口岸
磨憨口岸是中华人民共和国云南省的一个国家一类公路口岸，位于西双版纳傣族自治州勐腊县磨憨镇，对接老挝琅南塔省磨丁市磨丁口岸，是中老两国第一个国家一类口岸，是中国通往东南亚各国最大的陆路通道。
1992年3月3日，国务院批准磨憨口岸为国家一类口岸，次年12月22日正式开通。2000年6月，磨憨口岸经云南省政府确定为边境贸易区。
磨憨口岸是 213国道和 昆磨高速的终点。